# Chaque jour a son secret
 (octobre 2018).
Si vous disposez d'ouvrages ou d'articles de référence ou si vous connaissez des sites web de qualité traitant du thème abordé ici, merci de compléter l'article en donnant les références utiles à sa vérifiabilité et en les liant à la section « Notes et références ».
Pour plus de détails, voir Fiche technique et Distribution.
Chaque jour a son secret est un film français réalisé par Claude Boissol et sorti en 1958.

## Synopsis
L’intrigue du film évolue en fonction d’énigmes à résoudre, jour après jour, par le personnage principal en quête de la vérité. Dans ce film à tiroirs, chaque « secret » dévoilé en cache un autre à élucider. En voici le déroulement.
En 1957, donnée pour morte par sa famille après une disparition de trois ans à la suite d'un accident d'avion au cœur de la jungle amazonienne, Olga Lezcano  (Danièle Delorme), resurgit soudainement à Orly en provenance de Rio de Janeiro. Au Brésil, elle n’a pu survivre que grâce aux bons soins d’une tribu d’indigènes qui l’a recueillie et soignée. Au comptoir-bar de l’aéroport, elle voit son mari de dos, dont elle est persuadée de retrouver, elle l'appelle  « André », il se retourne  mais ce n'est pas lui, c’est le frère cadet Xavier (Jean Marais), qu’elle découvre pour la première fois. Pourquoi son époux n’est pas venu ? Xavier assez froidement lui dit qu’André est parti en voyage aux Indes et qu’il doit la conduire à la campagne, au « château » car la résidence et le musée de son mari, situés à Paris, sur l’île Saint-Louis, sont en travaux. Dans la nuit, réveillée par le son d’un piano, Olga voit Xavier au clavier mais la servante Fina (Denise Gence) la renvoie dans sa chambre, car dit-elle « il n’aime pas qu’on le regarde jouer ».
Le lendemain, étonnée de se retrouver seule dans le « château », elle apprend qu’il est inhabité depuis longtemps et qu’il n’y a pas de travaux au musée Lezcano. Dubitative, elle se rend sur place, à Paris, et assiste à une cérémonie d’hommage à la mémoire de son mari décédé il y a un an et à des remerciements adressés à son épouse, ici présente, Hélène Lezcano (Françoise Fabian). Pourquoi Xavier lui a-t-il menti ? La réponse de Xavier est laconique : « il y a des vérités difficiles à dire ». Ignorant tout de son sauvetage, son mari André, un éminent ethnologue, était rentré à Paris où il avait fini par se remarier avec Hélène, une très jolie femme. Il y a un an, il mourrait subitement d’une crise cardiaque dans des circonstances obscures pour Olga. Devant l'accueil distant de la famille, Olga pense retourner au Brésil mais Xavier, pour l’aider à surmonter cette épreuve, la prend en charge en l’installant dans une chambre de la résidence. Puis, il lui fait découvrir sa boutique de collectionneur d’art, sa nouvelle passion après avoir renoncé aux concerts musicaux. C’est alors qu’Olga, gagnée par la sympathie de Xavier, lui raconte un souvenir prémonitoire de son mari : ayant découvert le pouvoir magique de l’ibadou, une plante tropicale à l’étrange propriété de plonger celui qui l’absorbe dans un état de Catalepsie semblable à celui de la mort et dont un contre-poison peut faire cesser l’effet et ressusciter le dit-mort, André avait imaginé que l’on pourrait utiliser cette méthode pour disparaître sous une fausse identité, en ayant pris au préalable une importante assurance sur la vie. Olga est persuadée qu’André a bien exécuté son plan et qu’il est donc vivant. Xavier feint de ne pas croire à cette version et rejoint Hélène qui en réalité est sa maîtresse et qui lui confirme qu’elle a bien touché une assurance-vie de cent millions !
Les jours d’après, Xavier fait visiter Paris à Olga, de plus en plus éprise par la gentillesse de cet homme. Elle revient sur son idée de disparition cachée de son mari, cherchant à convaincre son ami, lequel ne peut que lui dire : « Je suis votre ami mais je ne peux vous aider ». Cette réponse lapidaire provoque le départ d’Olga dans sa chambre. Xavier est-il sincère ? Ne voyant pas Hélène venir au rendez-vous prévu, Xavier désemparé va noyer son chagrin dans l’alcool et revient dans la nuit à la résidence pour jouer au piano. Olga, réveillée, descend et découvre que les doigts de Xavier ne touchent pas le clavier, la voyant il s’arrête de jouer et c’est la musique d’un disque qui continue sans lui. Xavier lui explique qu’il a perdu la dextérité d’une main à la suite d’un banal accident. Avouant son amour à Olga, il cherche à l’embrasser, elle le repousse et le quitte. De retour, la mystérieuse Hélène, qui a assisté aux derniers échanges, comprend que Xavier s’éloigne d’elle. Elle a dîné avec le médecin de famille, et elle raconte à Xavier, que le médecin a été contacté discrètement par Olga sur les circonstances obscures de la mort de son mari en insistant sur certains détails précis. Le médecin dit que son cas est parfaitement répertorié en psychiatrie : une menteuse inconsciente prise à son propre piège. Son subconscient refusant d’admettre la mort réelle de son mari, elle réagit en créant une nouvelle vérité qui correspond à son désir profond de retrouver André. Il est formel : « Elle n’est pas folle mais elle est sur le chemin de la folie ».
C’est alors que Fina la servante leur annonce qu’Olga est partie de la résidence. Craignant le pire, Xavier part à sa recherche sur les bords de la Seine, hurlant son désespoir.  Au petit matin, l’inspecteur de police est là pour enquêter sur la disparition d’Olga. Malgré les réticences de sa mère (Marcelle Praince) et d’Hélène, Xavier déclare qu’Olga est en proie à un délire obsessionnel. Elle est persuadée que son mari est vivant. L’information tombe : Olga a été renversée à l’aube par un camion. À l’hôpital Lariboisière, Xavier se réconcilie avec Olga, heureuse de le retrouver.
Les jours suivants, l’affaire Lezcano fait la Une des journaux : « Mystère dans la famille Lezcano » - « Le juge d’instruction Lefebvre commit par le Parquet pense que ce pourrait être une énorme escroquerie » - « La Compagnie d’Assurances France-Europe porte plainte ! ». Le juge (Yves Brainville) ordonne l’ouverture du cercueil pour l'exhumation du corps : c'est bien le corps d'André...
Arrive le jour où Xavier et Olga, convalescente, décident de partir en vacances. Pendant que Xavier s’occupe des préparatifs, Olga se rend chez le juge d’instruction pour une simple formalité avant le classement de l’affaire. Mais le juge, pugnace, lui déclare qu’il n’a pas la preuve que la mort d’André soit naturelle et que si ce dernier, à supposer, a mis à exécution son funeste projet, la personne chargée de lui administrer l’Antidote ne l’ayant pas fait, c’est donc un crime. Hélène est peut-être cette personne dans le but de garder pour elle le montant de l’assurance mais elle a un complice : Xavier son amant ! Un indice : Xavier ne supportait plus la personnalité écrasante de son frère. C’est le soir où il a appris qu’Hélène allait épouser André, que Xavier a failli se tuer dans un accident de voiture et qu’il a dû renoncer définitivement à sa vocation artistique… Olga, retenant son émotion, déclare au juge que sous le choc de la découverte de la mort de son mari, elle avait imaginé toute cette fiction et que maintenant ayant retrouvé son équilibre, elle renonçait à toute poursuite.
Au sortir du Palais de Justice, Olga est désemparée :  Hélène est-elle une manipulatrice ou une mystificatrice ? Xavier est-il trompé ou trompeur ? Dans le doute, Olga décide de quitter Paris pour Rio. Elle se rend chez Hélène et obtient d’elle le prix du billet d’avion, lui laissant le champ libre définitivement.
De son côté, Xavier passe prendre les valises et dire adieu à Hélène. C’est alors qu’Hélène, éprise de remords, l’informe que le juge a tout dit à Olga et que son avion part dans trois quart d’heure. Xavier se précipite à Orly. La servante Fina, au service de la famille depuis très longtemps, aveuglément attachée à Hélène, sa protégée, la traite d’idiote pour son comportement « Pourquoi renonce-tu si vite ? Heureusement qu’il arrivera trop tard »… « Je t’ai donné la fortune et rendu l’homme que tu aimais » finissant par lui avouer que c’est bien elle qui a mis de l’eau à la place du contre-poison et ainsi tué André. Horrifiée, Hélène décroche le téléphone et appelle le juge alors que Fina essaie de l’en empêcher. Les deux femmes se disputent violemment et Fina tombe dans l’escalier. Le juge arrive à temps pour recueillir les dernières paroles de Fina : Son geste avait pour but de protéger l’avenir d’Hélène qui n’aimait pas son escroc de mari. L’odieux stratagème est dévoilé.
À Orly, Xavier arrive trop tard. L’avion de Rio a décollé depuis quatre minutes. Mais il ignore qu’Olga n’est pas à bord. Le juge, à la demande d’Hélène, a prévenu les autorités policières de l’aéroport. À présent, Olga déambule dans les couloirs d’Orly, se dirige vers le bar, et s’adressant à un homme de dos, lui dit « Xavier ! ». C’est bien lui ! Olga pourra à nouveau croire au bonheur dans les bras de son beau-frère.

## Fiche technique
- Titre : Chaque jour a son secret
- Réalisation : Claude Boissol, assisté de Pierre Simon (dessinateur), Jacques Bourdon
- Scénario : d'après le roman de Maria-Luisa Linarès
- Adaptation et dialogues : Paul Andréota, Pierre Laroche, Claude Boissol
- Photographie : Roger Fellous
- Opérateur : Noël Martin
- Musique : Eddie Barclay
- Décors : Robert Guisgand
- Montage : Louis Devaivre
- Son : Jean Rieul
- Maquillage : Michel Desruelle, Alexandre Marcus
- Photographe de plateau : Roger Corbeau
- Script-girl : Brigitte Dubois
- Régisseur : Marc Monta
- Production : Gray-Film, Socipex, Vascos-Films, Sonofilm
- Chef de production : René Chevrier, Jean Lefait, Raymond Logeart
- Directeur de production : Michel Mombailly
- Distribution : Sonofilm
- Tournage du 11 décembre 1957 au 23 janvier 1958
- Studio : Paris Studios Cinéma à Billancourt
- Pays de production :  France
- Format : Pellicule 35 mm, noir et blanc
- Durée : 83 minutes
- Genre : Film dramatique
- Date de sortie : 
  - France : 11 juin 1958

## Distribution
- Jean Marais : Xavier Lezcano, le beau-frère
- Danièle Delorme : Olga Lezcano, la première femme de l'ethnologue
- Françoise Fabian : Hélène Lezcano, la seconde femme de l'ethnologue
- Denise Gence : Fina, la gouvernante
- Marcelle Praince : Mme Lezcano, la mère
- Yves Brainville : Lefebvre, le juge d'instruction
- Robert Le Béal : Pierre Fallet, le directeur de "France-Europe"
- Germaine Delbat : une commère
- Alain Nobis : le gendarme
- Raphaël Patorni : Yves Rollin, l'attaché de cabinet
- Raymond Loyer : le docteur Destouches
- André Dumas : le journaliste
- Jean Michaud : le ministre
- Lucien Frégis : le gendarme à vélo
- Jean Degrave : Tony Garnier, l'ami au night club
- Jacques Dhery : le commissaire d'Orly
- Paul Rieger : l'employé à Orly
- Louis Saintève : l'ecclésiastique
- Simone Logeart
- Yolande Magny
- Yvette Hiriat

## Adaptation cinématographique du roman
Le livre : Cada Día Tiene su Secreto ; Chaque jour a son secret
de Maria-Luisa Linarès
Éditeur : Le Livre de Poche (30/11/-1) - (ASIN B003X81R1M)
Résumé : Il aurait été logique qu'André Lezcano se précipite à Rio de Janeiro dès qu'il sait vivante sa jeune femme qu'il croyait morte dans un accident d'avion survenu cinq ans auparavant au cœur de la jungle brésilienne. Il préfère envoyer un télégramme et de l'argent. Olga part donc une seconde fois rejoindre ce mari épousé par procuration à dix-huit ans et qu'elle n'est plus tellement sûre d'aimer ? et cette fois encore l'avion a une avarie, moins grave bien sûr mais assez pour qu'Olga arrive bouleversée à Madrid. Elle met sur le compte de l'énervement et de la déception l'effet bizarre que produit sur elle Xavier, ce beau-frère inconnu venu la chercher, dit-il, à la place d'André en voyage aux Indes. Il la conduit dans une maison isolée au bord du Tage. La maison est sinistre, la servante hostile, Xavier inquiétant. À certains indices, Olga devine qu'on lui ment, s'enfuit et retourne à Madrid. La vérité qui l'attend dans la sombre demeure des Lezcano est bien différente de ce qu'elle pouvait imaginer et c'est dans une curieuse toile d'araignée qu'Olga va se débattre avant de connaître enfin le bonheur dont elle a tant rêvé.

## Autour du film
Le long métrage de Boissol est une sorte de film à tiroirs où chaque "secret" dévoilé en cache un autre à élucider. La première femme de l'ethnologue mystérieusement disparu mène l'enquête le croyant victime d'une plante tropicale, l'ibadou, qui plonge celui qui l'ingère dans un état cataleptique ressemblant à la mort. Face à elle, il y a la seconde femme et le frère du disparu.  